# グライド (pigstarのアルバム)
『グライド』は、pigstarの1枚目のミニアルバム。2005年4月6日にBUDDY RECORDSよりリリース。

## 解説
pigstarのファーストアルバム。作詞・作曲はすべてリーダーの関口友則が担当している。

## 収録曲
1. グライド
  - 作詞・作曲:関口トモノリ
2. Lag
  - 作詞・作曲:関口トモノリ
3. それでも僕らは虹を描く
  - 作詞・作曲:関口トモノリ
4. 遠き日の僕よ、さよなら
  - 作詞・作曲:関口トモノリ
5. 在りし日の歌
  - 作詞・作曲:関口トモノリ
6. スターシップ
  - 作詞・作曲:関口トモノリ